# Lucio Angulo
Pour les articles homonymes, voir Angulo.
Lucio Angulo, né le 9 avril 1973 à Saragosse, en Espagne, est un joueur espagnol de basket-ball, évoluant au poste d'ailier. Il est le frère du basketteur Alberto Angulo.

## Carrière

### Palmarès
- 3e du championnat d'Europe 2001